# Piercia tenella
Piercia tenella là một loài bướm đêm trong họ Geometridae.